# گمشده در فلورانس (فیلم ۲۰۱۵)
گمشده در فلورانس (انگلیسی: Lost in Florence) یک فیلم است.